# Tammerfors teater

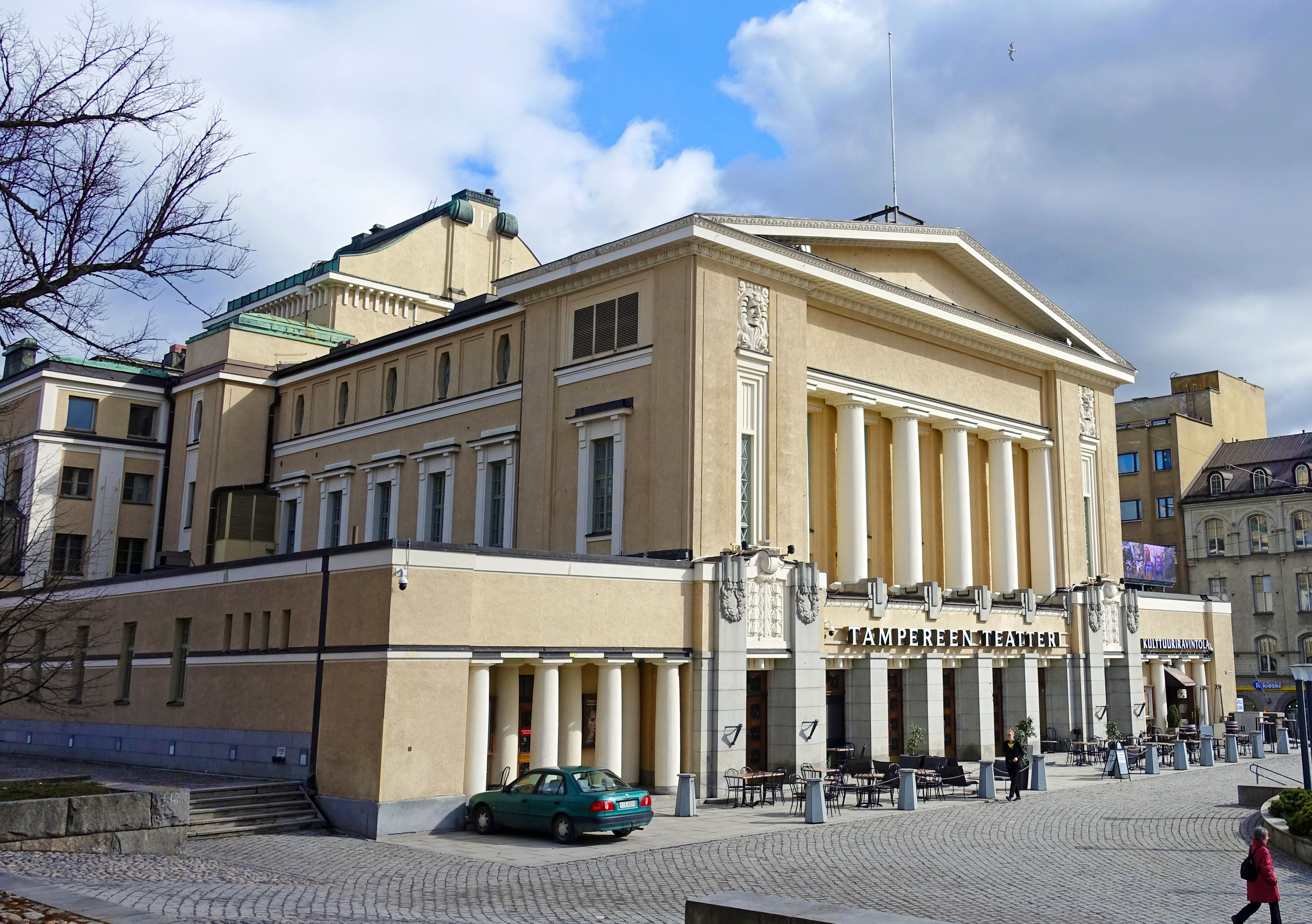
Tammerfors teater

Tammerfors teater (Tampereen teatteri) är en finskspråkig teater i Tammerfors i Finland. 
Tammerfors teater grundades 1904 med teaterpionjären Kaarle Halme som initiativtagare. Han blev även teaterns förste chef. Teatern fick ett eget hus 1913, ritat av Kauno Kallio, med stadens affärskretsar som sponsorer. Teatersalongen har 479 platser. År 1961 fick teatern dessutom en mindre scen, Pikkuteatteri, med 129 platser, som 1982 ersattes av en nyinredd andra scen med 233 platser i den anrika Frenckellska fabriksbyggnaden. Denna scen kan utnyttjas för både arena- och tittskåpsteater. I dag kallas Pikkuteatteri för teatercaféet Kivi. 
Cheferna på Tammerfors teater har växlat tätt, teatern har haft minst 25 teaterchefer. Jalmari Hahl förnyade under sin chefstid 1912–1915 spelstilen, avskaffade allt patos och lärde ut en naturlig talteknik. Mia Backman, som var chef 1918–1921, införde bland annat operetten. Med Eino Salmelainen (1925–1934) inleddes en ny kraftfull epok. Vidare märks Jouko Paavola (1949–1955) och Sakari Puurunen (1955–1959), vars märkligaste regiuppgift var Kaj Munks En idealist. Kalervo Nissilä ledde teatern 1959–1963 och följdes av Rauli Lehtonen, med Esko Roine som administrativ chef 1979–1988 och som verkställande direktör 1988–1998. Han efterträddes av Heikki Vihinen (1998–2010) och därefter Reino Bragge. 
Tammerfors teater har gått in för musikteater. Lehtonen förvärvade rätten till ett nordiskt uruppförande av den amerikanska musikalen West Side Story, som i Lehtonens och Heikki Värtsis regi blev en succé med 196 föreställningar under tre säsonger. Också musikalen Zorbas hade europeisk urpremiär i Tammerfors.